# Jozef Repčík
Jozef Repčík (né le 3 août 1986 à Brezová pod Bradlom) est un athlète slovaque, spécialiste du 800 mètres.

## Biographie
Son record personnel est de 1 min 44 s 94 à Ostrava, le 12 juin 2008.

## Palmarès
| Date | Compétition                       | Lieu     | Résultat | Épreuve   |
| ---- | --------------------------------- | -------- | -------- | --------- |
| 2012 | Championnats d'Europe             | Helsinki | 7e       | 800 m     |
| 2013 | Universiade                       | Kazan    | 2e       | 800 m     |
| 2013 | Jeux de la Francophonie           | Nice     | 4e       | 800 m     |
| 2014 | Relais mondiaux de l'IAAF         | Nassau   | 8e       | 4 × 800 m |
| 2014 | Championnats d'Europe             | Zurich   | 7e       | 800 m     |
| 2015 | Jeux européens                    | Bakou    | 2e       | 800 m     |
| 2015 | Jeux européens                    | Bakou    | 1re      | 4 × 400 m |
| 2017 | Championnats d'Europe par équipes | Tel Aviv | 2e       | 1 500 m   |

### Records
| Épreuve    | Épreuve      | Performance   | Lieu       | Date            |
| ---------- | ------------ | ------------- | ---------- | --------------- |
| 800 mètres | En plein air | 1 min 44 s 94 | Ostrava    | 12 juin 2008    |
| 800 mètres | En salle     | 1 min 47 s 06 | Birmingham | 16 février 2008 |